# Субполярен климат
Субполярният климат (наричан също и субарктичен климат) е вид климат, характеризиращ се с дълга, много студена зима и кратко, прохладно лято. В климатичната класификация на Кьопен субполярният климат се среща с нотация Dfc, Dwc, Dsc, Dfd, Dwd и Dsd.

## Разпространение
Обикновено се среща на географските ширини между 50° и 70° в северното полукълбо (около полярния кръг), във вътрешните континентални части, далеч от световния океан. Поради липсата на суша на тези географски ширини в южното полукълбо, той се среща почти изцяло в северното полукълбо: Сибир, Аляска, северните части на Канада и Скандинавия. Извън тези области се среща и във високите части на планините (над 1500 m).

## Особености
Този тип климат има най-големите температурни амплитуди на земята: до -40 °C през зимата и 30 °C през лятото. Продължителността на летата обаче варира от 1 до 3 месеца. Годишните валежи са малко (не повече от 380 mm), а дъждовният сезон е лятото.

## Флора и фауна
Тъй като температурата може да се задържи под 0 °C през по-голямата част от годината, сред почвите преобладава вечна замръзналост, а растенията са с къси корени. Срещат се основно тревисти растения и някои студенолюбиви иглолистни дървета. Животинският свят е разнообразен – срещат се бобър, видра, елен, мечка, лисица и много други. Разнообразието на влечугите и земноводните обаче е ограничено, тъй като са студенокръвни животни. Субполярната зона е рядко населена от хора, поради суровия характер на климата. Големите градове са рядкост – повечето хора живеят в малки селища.